# Horst Tüller
Horst Tüller (ur. 5 lutego 1931 w Wuppertalu, zm. 4 czerwca 2001 w Berlinie) – niemiecki kolarz szosowy i torowy reprezentujący NRD, brązowy medalista olimpijski.

## Kariera
Największy sukces w karierze Horst Tüller osiągnął w 1956 roku, kiedy wspólnie z Gustavem-Adolfem Schurem i Reinholdem Pommerem zdobył brązowy medal w drużynowym wyścigu ze startu wspólnego podczas igrzysk olimpijskich w Melbourne. Na tych samych igrzyskach w rywalizacji indywidualnej zajął czwarte miejsce, przegrywając walkę o podium z Alanem Jacksonem z Wielkiej Brytanii. Poza igrzyskami wygrał między innymi wyścig Köln – Schuld – Frechen w 1954 roku, a trzy lata później był drugi w klasyfikacji generalnej Tour d’Égypte. Ponadto siedmiokrotnie zdobywał medale mistrzostw kraju, w tym trzy na szosie i cztery na torze. Nigdy nie zdobył medalu na szosowych ani torowych mistrzostwach świata.